# یواس‌اس ترشر (اس‌اس‌ان-۵۹۳)
یواس‌اس ترشر (اس‌اس‌ان-۵۹۳) (به انگلیسی: USS Thresher (SSN-593)) یک زیردریایی بود که طول آن ۲۷۹ فوت (۸۵ متر) بود. این زیردریایی در سال ۱۹۶۰ ساخته شد.